# David C. Hopkins
Pour les articles homonymes, voir David Hopkins et Hopkins.
David Charles Hopkins, né le 25 novembre 1952, est un chercheur en histoire ancienne et en archéologie du Proche-Orient, professeur au département d'archéologie et d'interprétation biblique du Wesley Theological Seminary, à Washington.

## Biographie
David Hopkins a grandi dans le Nord du New Jersey, où il est devenu membre de la Community Church of Mountain Lakes (Église unie du Christ).

### Formation
Hopkins a obtenu un Bachelor of Science au Trinity College (Hartford). Il a obtenu son Master of Arts à l'université Vanderbilt, puis son doctorat dans cette même université avec sa thèse Agricultural subsistence in the early Iron Age highlands of Canaan.

### Enseignement
Hopkins a été professeur au séminaire théologique de Lancaster pendant six ans. Il enseigne comme professeur associé, puis comme professeur titulaire au Wesley Theological Seminary pendant dix-huit ans,,,.
Hopkins est rédacteur en chef de Near Eastern Archaeology.

## Publications

### Thèse
- Agricultural subsistence in the early Iron Age highlands of Canaan, Dissertation: Ph.D. Vanderbilt University, 1984 (OCLC 12952706).

### Ouvrages
- Across the Anatolian plateau : readings in the archaeology of ancient Turkey, vol. 57, Boston, MA, American Schools of Oriental Research, coll. « Annual of the American Schools of Oriental Research », 2002 (ISBN 9780897570534, OCLC 70773943)
- The Highlands of Canaan: agricultural life in the early Iron Age, vol. 3, Sheffield, Decatur, Almond, coll. « Social world of biblical antiquity series », 1985 (ISBN 9780907459392, OCLC 12554126)

### Articles
- « Life on the Land: The Subsistence Struggles of Early Israel », The Biblical Archaeologist, vol. 50, no 3,‎ 1987 (DOI 10.2307/3210060)
- « Pastoralists in Late Bronze Age Palestine: Which Way Did They Go? », Near Eastern Archaeology, vol. 56, no 4,‎ 1993 (DOI 10.2307/3210373)